# Challenger de Iasi 2022
El torneo Iași Open 2022 fue un torneo de tenis perteneció al ATP Challenger Tour 2022 y a la WTA 125K serie 2022 en la categoría Challenger 100 y WTA 125s. Se trató de la tercera edición para los hombres y primera para las mujeres, el torneo tuvo lugar en la ciudad de Iasi (Rumania), desde el 11 hasta el 17 de julio de 2022 para los hombres y del 1 hasta el 7 de agosto de 2022 para las mujeres pista de tierra batida al aire libre.

## Jugadores participantes del cuadro de individuales
| Favorito | País                       | Jugador               | Rank1 | Posición en el torneo |
| -------- | -------------------------- | --------------------- | ----- | --------------------- |
| 1        | Bandera de República Checa | Jiří Lehečka          | 72    | Cuartos de final      |
| 2        | Bandera de España          | Pablo Andújar         | 100   | FINAL                 |
| 3        | Bandera de República Checa | Zdeněk Kolář          | 119   | Primera ronda, retiro |
| 4        | Bandera vacío              | Alexander Shevchenko  | 158   | Primera ronda         |
| 5        | Bandera de Francia         | Geoffrey Blancaneaux  | 165   | Cuartos de final      |
| 6        | Bandera de República Checa | Dalibor Svrčina       | 178   | Segunda ronda         |
| 7        | Bandera de Argentina       | Renzo Olivo           | 186   | Primera ronda         |
| 8        | Bandera de Brasil          | Felipe Meligeni Alves | 197   | CAMPEÓN               |

- 1 Se ha tomado en cuenta la clasificación del 27 de junio de 2022.

### Otros participantes
Los siguientes jugadores recibieron una invitación (wild card), por lo tanto ingresan directamente al cuadro principal (WC):
- Marius Copil
- Cezar Crețu
- Nicholas David Ionel

Los siguientes jugadores ingresan al cuadro principal tras disputar el cuadro clasificatorio (Q):
- Joris De Loore
- Nicolae Frunză
- Ștefan Paloși
- José Pereira
- Matheus Pucinelli de Almeida
- Ilya Snițari

### Individuales femenino
| Tenista             | Ranking | Preclasificada |
| Viktorija Golubic   | 103     | 1              |
| Panna Udvardy       | 106     | 2              |
| Ana Bogdan          | 108     | 3              |
| Olga Danilović      | 111     | 4              |
| Laura Pigossi       | 113     | 5              |
| Kristina Mladenovic | 116     | 6              |
| Irina Bara          | 125     | 7              |
| Ekaterine Gorgodze  | 126     | 8              |

- Clasificación del 25 de julio de 2022.

### Dobles femenino
| Tenista                              | Ranking | Preclasificadas |
| Anastasia Dețiuc Elixane Lechemia    | 242     | 1               |
| Angelina Gabueva Anastasia Zakharova | 275     | 2               |
| Beatrice Gumulya Olivia Tjandramulia | 347     | 3               |
| Réka Luca Jani Panna Udvardy         | 348     | 4               |

## Campeones

### Individual Masculino
- Felipe Meligeni Alves derrotó en la final a  Pablo Andújar, 6–3, 4–6, 6–2

### Dobles Masculino
- Geoffrey Blancaneaux /  Renzo Olivo derrotaron en la final a  Diego Hidalgo /  Cristian Rodríguez, 6–4, 2–6, [10–6]

### Individual femenino
- Ana Bogdan venció a   Panna Udvardy por 6–2, 3–6, 6–1

### Dobles femenino
- Darya Astakhova /  Andreea Roșca vencieron a  Réka Luca Jani /  Panna Udvardy por 7–5, 5–7, [10–7]